# Batalha de Coronel
A Batalha de Coronel foi uma batalha naval da Primeira Guerra Mundial que teve lugar na costa chilena, próximo à cidade de Coronel. A Marinha Imperial Alemã, comandada pelo vice-almirante Maximilian von Spee, encontrou e derrotou um esquadrão da Marinha Real Britânica, comandado pelo contra-almirante sir Christopher Cradock.
O choque causado pela derrota britânica levou o Reino Unido a enviar mais navios ao oceano Pacífico a fim de destruir as forças de Spee, fato que se consumou na Batalha das Malvinas.
De fato, a derrota em Coronel pôs em alerta as Forças Britânicas na África Ocidental, de tal modo que posteriormente consolidariam as Força Tarefa que iria participar da Batalha das Ilhas Malvinas. Para os Alemães a vitória a um custo tão insignificante parecia milagrosa, a ponto de inspirar Spee a agradecer ao Todo-Poderoso no telegrama pós batalha que enviou a sua esquadra: